# Kotabaru (Cibeureum)
Kotabaru is een bestuurslaag in het regentschap Kota Tasikmalaya van de provincie West-Java, Indonesië. Kotabaru telt 12.810 inwoners (volkstelling 2010).